# Lulu Island (Canada)
Pour les articles homonymes, voir Lulu Island.
Lulu Island est la plus grande île de l'estuaire du fleuve Fraser en Colombie-Britannique.
Elle s'étend sur 122,4 km2, et est occupée par une partie de la ville de Richmond (Colombie-Britannique) au sud de Vancouver. Sa population était de 168 162 habitants en 2001.
L'île a été nommée en 1862 par Richard Clement Moody (en), d'après Lulu Sweet, une artiste populaire de l'époque.